# Hawker Hurricane
Hawker Hurricane este un avion de vânătoare monoloc, de fabricație britanică, care a fost proiectat și construit în principal de către Hawker Aircraft Ltd pentru Royal Air Force (abreviat RAF). Deși a fost pus în umbră de către Supermarine Spitfire, avionul a devenit renumit în timpul Bătăliei Angliei, unde a realizat 60% dintre victoriile aeriene ale RAF, și a fost folosit în toate teatrele de luptă importante ale celui de-al Doilea Război Mondial.
Proiectat în anii 1930, avionul a avut mai multe versiuni și adaptări, fiind folosit ca avion de vânătoare (interceptor), avion de atac la sol (denumite "Hurribombers") și pentru sprijinul apropiat la sol. Varianta modificată pentru a fi folosită pe portavioane a fost denumită "Sea Hurricane". Câteva avioane, denumite "Hurricats", au fost utilizate pentru a proteja convoaiele maritime ale Aliaților, fiind catapultate de pe nave. Mai mult de 14 000 de exemplare au fost construite până la sfârșitul anului 1944 (inclusiv cele aproximativ 1200 de bucăți transformate în Sea Hurricane și cele 1400 construite în Canada de către Canada Car and Foundry).

## Utilizatori
| - Australia - Belgia - Canada - Egipt - Franța - Finlanda - Germania - Grecia - India Britanică - Iran - Irlanda - Regatul Italiei - Japonia | - Indiile Olandeze de Est - Noua Zeelandă - Norvegia - Polonia - Portugalia - România - Africa de Sud - Uniunea Sovietică - Turcia - Regatul Unit - Regatul Iugoslaviei - Iugoslavia |

### Utilizare în România
Regatul României a comandat 50 de avioane Hawker Hurricane (modelul Mk. I) de la Marea Britanie în anul 1940. Doar 12 au fost livrate înainte ca România să treacă de partea Axei. Avioanele au fost repartizate Escadrilei 53 Vânătoare (transferată la Comandamentul Aero Dobrogea) și au fost folosite în timpul operațiunii Barbarossa pentru protejarea zonelor de coastă ale României și a obiectivelor strategice din Dobrogea. În primele zile ale războiului, piloții români de pe Hurricane au doborât opt avioane fără a suferi pierderi. Locotenent aviator Horia Agarici a doborât 2 bombardiere sovietice DB-3 deasupra portului Constanța și încă unul (neconfirmat însă) deasupra Mării Negre. Două avioane Hurricane au fost pierdute până la sfârșitul anului 1941. Adjutant șef aviator Andrei Rădulescu a reușit performanța de a fi al doilea as din întreaga campanie, având 7 victorii confirmate și patru neconfirmate cu avionul său Hurricane. Alte câteva Hurricane care aparținuseră Forțelor Aeriene Regale ale Iugoslaviei au fost cumpărate în 1941 de la Germania nazistă. Escadrila 53 vânătoare a înlocuit treptat avioanele Hurricane cu modelul autohton IAR 80.